# Motor City Cruise
Motor City Cruise is een Amerikaanse basketbalclub uit Detroit die sinds 2021 uitkomt in de NBA G League.

## Geschiedenis
De Cruise kwamen voort uit de Northern Arizona Suns, de Detroit Pistons kochten deze club in 2020 en verhuisde deze in 2021 naar Detroit waarna ze ook de naam veranderde. DJ Bakker werd aangesteld als hoofdcoach in 2021 en was twee seizoenen lang de coach. In zijn eerste seizoen haalde de ploeg onder hem de play-offs, ze werden echter meteen in de kwartfinale uitgeschakeld door de Delaware Blue Coats. In het seizoen 2022/23 werden de play-offs niet gehaald. 
In 2023 werd Jamelle McMillan aangesteld als hoofdcoach, hij kon in zijn eerste seizoen de club niet naar de play-offs loodsen. In zijn tweede seizoen miste de club net de play-offs.

## Erelijst
- All-NBA G League First Team:
- All-NBA G League Second Team: Braxton Key (2022), Saben Lee (2022)
- All-NBA G League Third Team: Luka Garza (2022)

## Resultaten
| Seizoen | Wins | Verlies | Play-offs   | Coach            |
| ------- | ---- | ------- | ----------- | ---------------- |
| 2021/22 | 22   | 10      | kwartfinale | DJ Bakker        |
| 2022/23 | 17   | 15      |             | DJ Bakker        |
| 2023/24 | 16   | 18      |             | Jamelle McMillan |
| 2024/25 | 19   | 15      |             | Jamelle McMillan |
| 2025/26 |      |         |             |                  |

## Bekende (oud-)spelers
| - Luka Garza - RJ Nembhard - Yor Anei |